# Йеменский риал
Йе́менский риа́л (араб. ريال يمني‎) — денежная единица Йемена, находящаяся в обращении с момента объединения страны в 1990 году. Формально подразделяется на 100 филсов, хотя ни одна монета с подобным номиналом не была выпущена в обращение.

## История
В XVIII—XIX веках риал ассоциировался с талером Марии Терезии, который широко использовался в Йемене для торговли кофе мокко.
По мере развития Йемен разработал собственную законную валюту. После объединения Йеменской Арабской Республики и Народно-Демократической Республики Йемен в 1990 году в обращении на всей территории страны остались как риал Северного Йемена, так и динар Южного Йемена, приравненные в соотношении 26 динаров за 1 риал, а в 1993 году были выпущены первые новые монеты. В 1996 году динар был выведен из обращения, и риал стал единственной валютой страны, причём старые денежные знаки были постепенно заменены на новые.
В настоящее время в обращении находятся монеты в 5, 10 и 20 риалов и банкноты в 50, 100, 200, 250, 500 и 1000 риалов. Банкноты Йеменского риала изготавливаются в Российской Федерации на производственных мощностях АО «Гознак».
Стоимость йеменского риала по отношению к доллару США значительно снизился по сравнению с 12,01 риала за доллар в начале 1990-х годов. С середины 1990-х годов йеменский риал стал свободно конвертируемым. Хотя с тех пор риал упал с 20 до примерно 215 риалов по отношению к доллару США, риал оставался стабильным в течение нескольких лет. Однако с 2010 года Центральному банку Йемена несколько раз приходилось вмешиваться, что привело к серьёзному сокращению золотовалютных резервов. К концу 2013 года Группа экономической разведки ожидает, что резервы сократятся примерно до 1,3 месяца импорта в последующие годы, несмотря на информацию о том, что Саудовская Аравия переведёт 1 миллиард долларов в Центральный банк Йемена.
Из-за войны обменный курс йеменского риала колебался между 200 и 500 йеменскими риалами за 1 доллар США.

## Монеты
Когда Йемен объединился, в Северном Йемене были выпущены монеты номиналом 1, 5, 10, 25 и 50 филсов и 1 риал. Все номиналы филсов исчезли из обращения. В 1993 году Центральный банк Йемена ввёл в обращение новые монеты достоинством в 1 и 5 риалов. За ними последовали монеты номиналом 10 риалов в 1995 году и 20 риалов в 2004 году.

## Банкноты

### С 1990 года по настоящее время
На момент объединения в обращении находились банкноты Центрального банка Йемена номиналом 1, 5, 10, 20, 50 и 100 риалов. В 1993 году были заменены монетами банкноты в 1 и 5 риалов, в 1995 году — 10 риалов и в 2004 году — 20 риалов.
В 1996 году выпускается банкнота нового номинала — 200 риалов, в 1997 году — 500 риалов, в 1998 году — 1000 риалов. В последующие годы 500 и 1000 риалов выпускались в новых модификациях. 
Кроме того, 14 ноября 2009 года была выпущена банкнота номиналом 250 риалов.
В 2017 году Центральный банк Йемена, который теперь переехал в Аден, его временную столицу из-за гражданской войны, выпустил банкноты с изменёнными элементами защиты в 500 и 1000 риалов. В 2018 году Центральный банк Йемена повторно ввёл банкноту в 200 риалов и выпустил новую банкноту в 100 риалов.
В 2016 году по заказу Центрального банка Йемена в северной столице Сане, находящейся под контролем повстанцев-хуситов, были напечатаны банкноты номиналом 5000 риалов. В 2017 году сообщалось, что хуситы захватили грузовик с банкнотами 5000 риалов, принадлежащих Центральному банку Йемена, который данные купюры так и не ввёл в обращение.
16 июля 2025 года Центральный банк Саны, контролируемый йеменской группировкой хуситов, ввёл в обращение новую банкноту номиналом 200 риалов. Центральный банк Адена, поддерживающий международно признанное правительство, осудил введение новой банкноты.
| Серия 1990—2025 года                            | Серия 1990—2025 года | Серия 1990—2025 года | Серия 1990—2025 года | Серия 1990—2025 года | Серия 1990—2025 года               | Серия 1990—2025 года         | Серия 1990—2025 года | Серия 1990—2025 года |
| Изображение                                     | Изображение          | Номинал (риалов)     | Размеры (мм)         | Основные цвета       | Описание                           | Описание                     | Годы                 | Годы                 |
| Лицевая сторона                                 | Оборотная сторона    | Номинал (риалов)     | Размеры (мм)         | Основные цвета       | Лицевая сторона                    | Оборотная сторона            | Выпуска              | Изъятия              |
| ----------------------------------------------- | -------------------- | -------------------- | -------------------- | -------------------- | ---------------------------------- | ---------------------------- | -------------------- | -------------------- |
|                                                 |                      | 5                    | 130×70               | красный              | Дворец Дар Аль-Хаджар              | Крепость Калат Аль-Кахира    | 1991                 | 1993                 |
|                                                 |                      | 10                   | 135×70               | бирюзовый            | Мечеть Аль-Бакирия                 | Марибская плотина            | 1990 1992            | 1995                 |
|                                                 |                      | 20                   | 145×75               | коричневый           | Мраморная скульптура бога Диониса  | Традиционные здания          | 1990                 | 2004                 |
|                                                 |                      | 20                   | 145×75               | коричневый           | Мраморная скульптура бога Диониса  | Аденский залив               | 1995                 | 2004                 |
|                                                 |                      | 50                   | 150×75               | оливковый            | Бронзовая статуя Маадкариба        | Город Шибам в Хадрамауте     | 1993 1994            | В обращении          |
|                                                 |                      | 100                  | 150×75               | красный              | Древние водопропускные трубы, Аден | Сана                         | 1993                 | В обращении          |
|                                                 |                      | 100                  | 150×70               | розовый фиолетовый   | Драконова кровь, Сокотра           | Сельскохозяйственные террасы | 2018                 | В обращении          |
|                                                 |                      | 200                  | 155×75               | зелёный              | Алебастровая скульптура            | Эль-Мукалла                  | 1996                 | В обращении          |
|                                                 |                      | 200                  | 150×70               | жёлтый               | Крепость Забид                     | Пейзаж, провинция Аль-Махра  | 2018                 | В обращении          |
|                                                 |                      | 200                  | 155×75               | оранжевый серый      | Мечеть Аль-Джанад, Таиз            | Порт Аден                    | 2025                 | В обращении          |
|                                                 |                      | 250                  | 155×75               | коричневый голубой   | Мечеть Аль-Салех                   | Эль-Мукалла                  | 2009                 | В обращении          |
|                                                 |                      | 500                  | 155×80               | синий коричневый     | Здание Центрального банка          | Трон царицы Билкис в Марибе  | 1997                 | В обращении          |
|                                                 |                      | 500                  | 155×80               | голубой фиолетовый   | Дворец Дар Аль-Хаджар              | Мечеть Аль-Мухдар            | 2001                 | В обращении          |
|                                                 |                      | 500                  | 155×80               | голубой фиолетовый   | Дворец Дар Аль-Хаджар              | Мечеть Аль-Мухдар            | 2007                 | В обращении          |
|                                                 |                      | 500                  | 155×70               | голубой зелёный      | Мечеть Аль-Мухдар                  | Дворец Дар Аль-Хаджар        | 2017                 | В обращении          |
|                                                 |                      | 1000                 | 157×85               | оранжевый зелёный    | Дворец султана Аль Катири          | Ворота Баб аль-Йаман         | 1998                 | В обращении          |
|                                                 |                      | 1000                 | 157×85               | зелёный серый        | Дворец султана Аль Катири          | Ворота Баб аль-Йаман         | 2004 2006            | В обращении          |
|                                                 |                      | 1000                 | 157×85               | зелёный серый        | Дворец султана Аль Катири          | Ворота Баб аль-Йаман         | 2009 2012 2017       | В обращении          |
|                                                 |                      | 1000                 | 155×70               | зелёный серый        | Дворец султана Аль Катири          | Ворота Баб аль-Йаман         | 2017                 | В обращении          |
|                                                 |                      | 5000                 | 155×85               | синий фиолетовый     | Мечеть Аль-Махдар в Тариме         | Трон царицы Савской в Марибе | 2016                 | В обращении          |
| Масштаб изображений — 1,0 пикселя на миллиметр. |                      |                      |                      |                      |                                    |                              |                      |                      |